# Gebohrter Stein

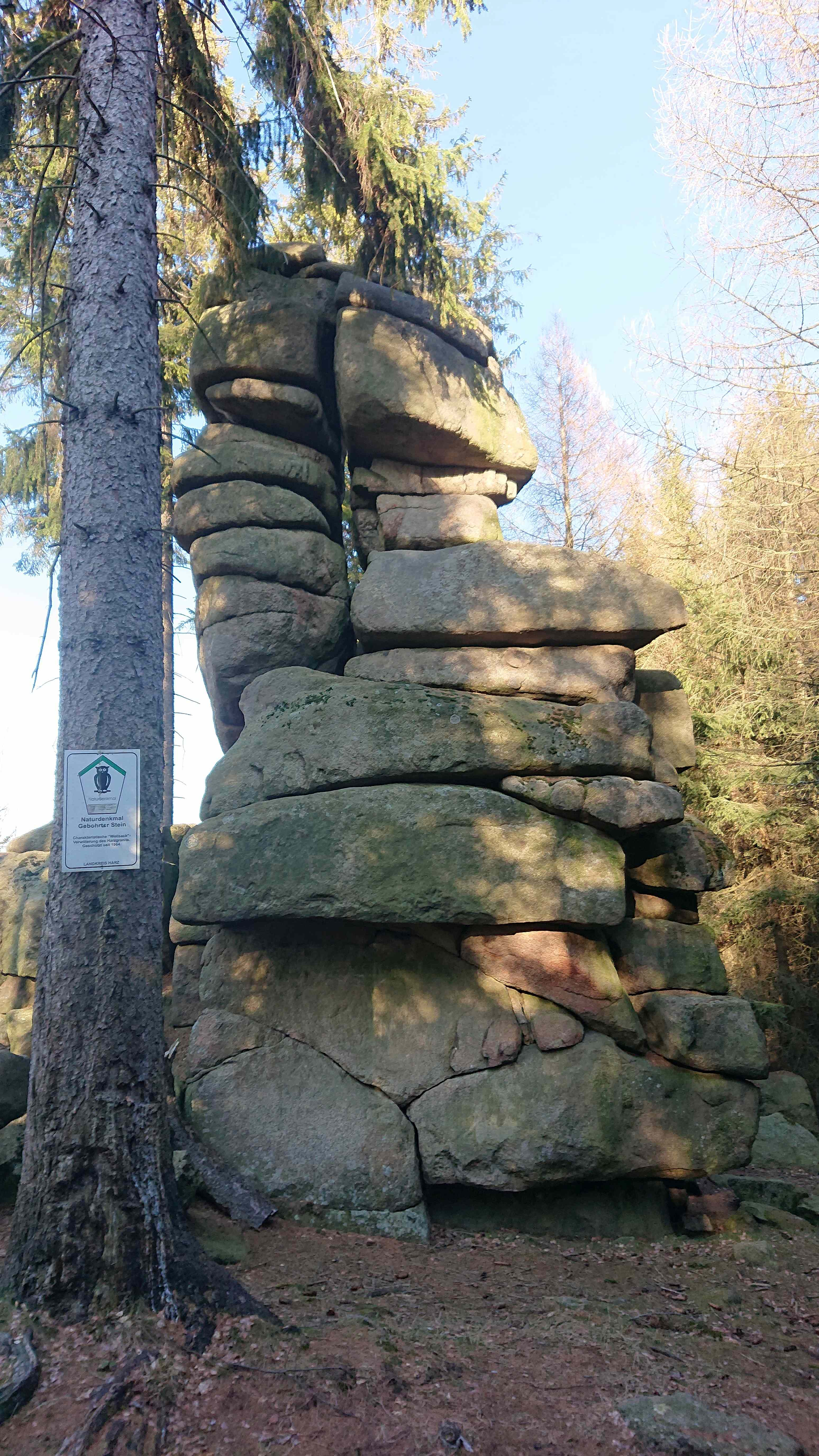
Der Gebohrte Stein bei Wernigerode (2020)

Der Gebohrte Stein im Mittelgebirge Harz ist eine etwa 10 m hohe und seit 1956 als Naturdenkmal ausgewiesene Granit-Felsformation auf der Flur der Stadt Wernigerode im Landkreis Harz in Sachsen-Anhalt.

## Geographische Lage und Geologie
Der Gebohrte Stein liegt auf den Hippeln im Naturpark Harz/Sachsen-Anhalt etwa 4 km südwestlich des Wernigeröder Stadtteils Hasserode, einem südwestlichen Stadtteil von Wernigerode, und 3 km nordnordwestlich von Drei Annen Hohne. Er befindet sich auf der Nordostflanke des Hohnekamms oberhalb vom Tal des Braunen Wassers. Der etwa 10 m hohe Fels steht auf rund 600 m ü. NN. Er besteht aus grobkörnigem Granit mit Wollsackverwitterungen. Noch bis in das letzte Jahrhundert befanden sich mehrere Granitsteinbrüche in der Umgebung des Gebohrten Steines. Die gebrochenen Granitsteine wurden in das Thumkuhlental hinuntergebracht und dort auf die Harzquerbahn verladen. Die frühere Verladestation ist heute Teil des Geologisch-historischen Lehrpfades in Hasserode.

## Name
Der obere Teil dieser Felsformation ist so gestaltet, als wäre ein Loch hindurch gebohrt worden, so dass aus seitlicher Richtung zwischen den Granitblöcken hindurchsehen werden kann, was zur etwas ungewöhnlichen Namensgebung führte. In vorigen Jahrhunderten wurde auch die Bezeichnung Lochstein verwendet.

## Wandern und Klettern
Am kürzesten zu erreichen ist der Gebohrte Stein zu Fuß, entweder vom Haltepunkt Steinerne Renne der Harzquerbahn und Brockenbahn oder vom Parkplatz an der Einmündung des Thumkuhlen- in das Drängetal unweit der Straße nach Drei Annen Hohne.
Der Gebohrte Stein wird wie der nicht weit entfernte Ottofels vom Deutschen Alpenverein offiziell als Kletterfelsen ausgewiesen. Bei beiden Felsen besteht Magnesiaverbot.